# Emma Gaggiotti Richards

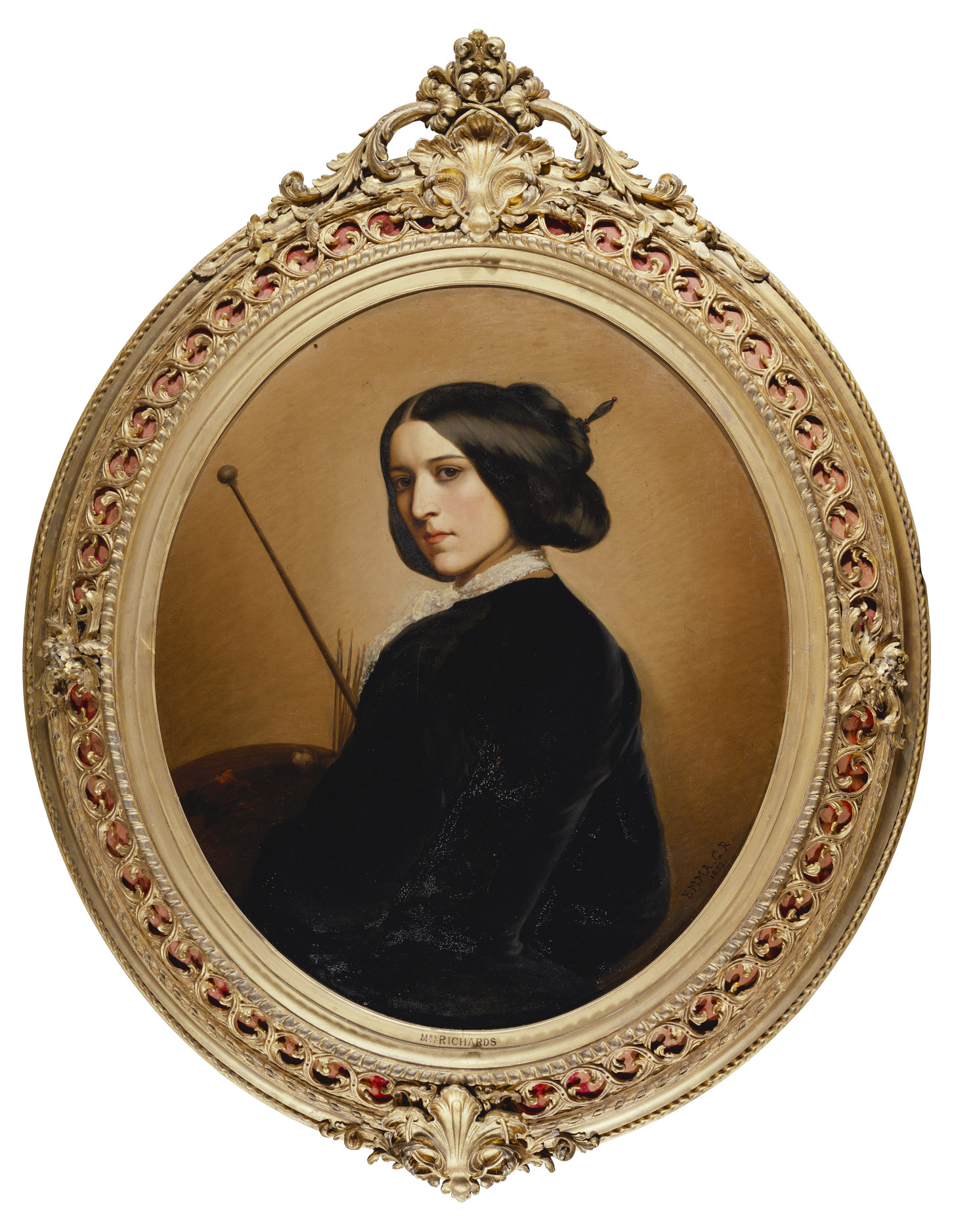
Selbstbildnis 1853

Emma Camilla Angela Maria Gaggiotti Richards (* 1825 in Rom; † 21. Juni 1912 in Velletri) war eine italienische Malerin, die im Vereinigten Königreich tätig war. Sie fertigte fünf Gemälde für Königin Victoria und Prinz Albert an.

## Familie
Emma Gaggiotti Richards war die Tochter von Camillo Gaggiotti und dessen Ehefrau Angelina, geborene Serafini. Ihr Vater war Kriegsminister (Intendente Generale delle Truppe Pontificie) in Rom. Ihre Mutter hatte dem Maler Adolf Senff 1819 und in den 1820er Jahren Modell zu Bildnissen gesessen. Ihr Bruder, ebenfalls Camillo Gaggiotti, war Sprachlehrer für Italienisch und unterrichtete unter anderem Karl Hegel.

## Leben und Wirken
Emma Gaggiotti Richards wuchs in Ancona auf. Sie absolvierte Malstudien bei Nicola Consorti in Ancona und ab 1848 bei Tommaso Minardi in Rom. Außer der Malerei widmete sie sich der Gesangs- und Dichtkunst.
Am 15. Februar 1849 heiratete sie in Hereford den englischen Colonel und Journalisten Alfred Bate Richards (1820–1876), damals Herausgeber der Wochenzeitung The British Army Despatch. Mit ihm zog sie nach London. Das Paar hatte einen Sohn, Raoul Richards, der sich später neben der Malerei auch als Sammler historischer Waffen betätigte.
1850 schenkte Prinz Albert seiner Frau, Königin Victoria, drei ihrer Gemälde, Glauben, Hoffnung und Nächstenliebe. Aus diesem Anlass sah die Königin das 1851 in der Royal Academy ausgestellte Selbstporträt der Künstlerin und gab ein zweites in Auftrag, das sie Prinz Albert 1853 zu Weihnachten schenkte.
Empfohlen vom preußischen Botschafter in London, Albrecht von Bernstorff, an Alexander von Humboldt, ging sie 1854 nach Berlin. Dort schuf sie mehrere Porträts, unter anderem von Humboldt, Friedrich Wilhelm IV. und dem Kronprinzen Wilhelm, der bereits 1851 auf der Ausstellung der Royal Academy ihr Selbstporträt erworben hatte. Danach reiste sie nach Paris, wo sie für Napoleon III. ein Gemälde der vier Jahreszeiten ausführte. 1855 kehrte sie nach Ancona zurück. Von 1865 bis 1904 lebte sie in Florenz und zog 1904 nach Velletri.
Richards galt im 19. Jahrhundert als bekannte Porträtmalerin. Ihre Gemälde wurden von Galerien wie dem Palazzo Pitti erworben. Sie sind u. a. ausgestellt im Schloss Fontainebleau, im Osborne House (Isle of Wight), dem Kupferstichkabinett Dresden, zahlreichen preußischen Schlössern sowie in amerikanischen Galerien und Kunstsammlungen wie der Corcoran Gallery in Washington.